# Bobrovník
Bobrovník (něm. Biberteich nebo Bieberteich) je drobná vesnice (osada), která je částí obce Lipová-lázně. Nachází se na severním svahu Javoříku mezi Lipovou-lázněmi a Jeseníkem.

## Historie
Bobrovník se připomíná poprvé roku 1723 a vznikl patrně krátce předtím jako drobná dřevařská osada na frývaldovském panství vratislavského biskupa. Pojmenován je podle zaníklého "Bobřího rybníka". Nachází se na katastru Dolní Lipové - nyní Lipová-lázně - a je k ní administrativně přičleněn již od roku 1850.
Osada Bobrovník je nyní především rekreační oblastí. Nachází se zde autokemp a řada soukromých chat.

### Vývoj počtu obyvatel
Počet obyvatel Bobrovníku podle sčítání nebo jiných úředních záznamů:
| Rok            | 1869 | 1880 | 1890 | 1900 | 1910 | 1921 | 1930 | 1950 | 1961 | 1970 | 1980 | 1991 | 2001 |
| -------------- | ---- | ---- | ---- | ---- | ---- | ---- | ---- | ---- | ---- | ---- | ---- | ---- | ---- |
| Počet obyvatel | 102  | 91   | 89   | 98   | 111  | 86   | 72   | 23   | 28   | 27   | 15   | 15   | 18   |

1. ↑  všichni Němci a řím. kat.

V Bobrovníku je evidováno 32 adres : jen 8 čísel popisných (trvalé objekty), zato 24 čísel evidenčních (dočasné či rekreační objekty). Při sčítání lidu roku 2001 zde byly napočteny 4 domy, z toho 3 trvale obydlené.

## Zajímavosti
- Lípa malolistá a dva jilmy horské u čp. 2 (památné stromy)

## Fotogalerie

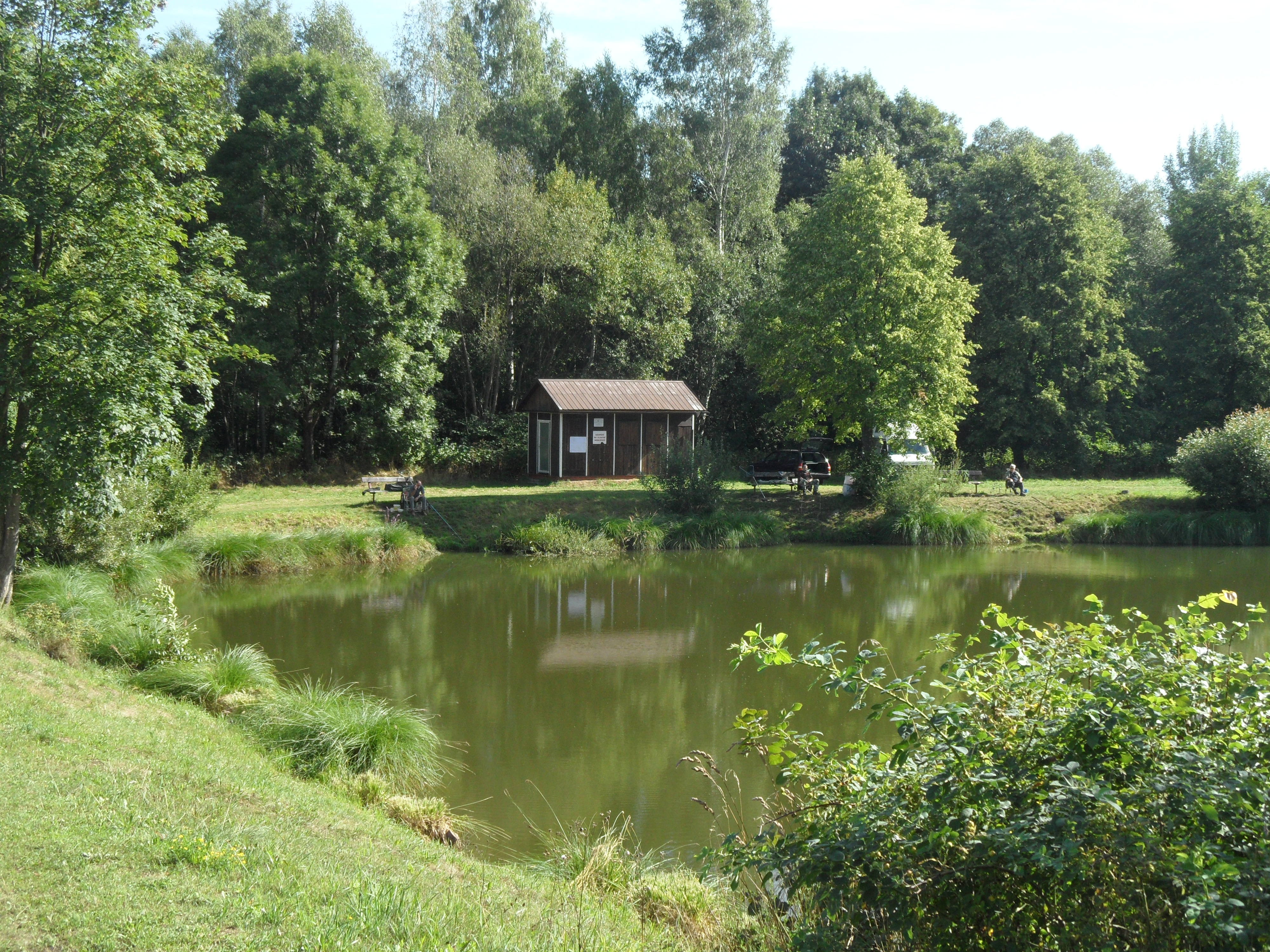
Rybník v obci
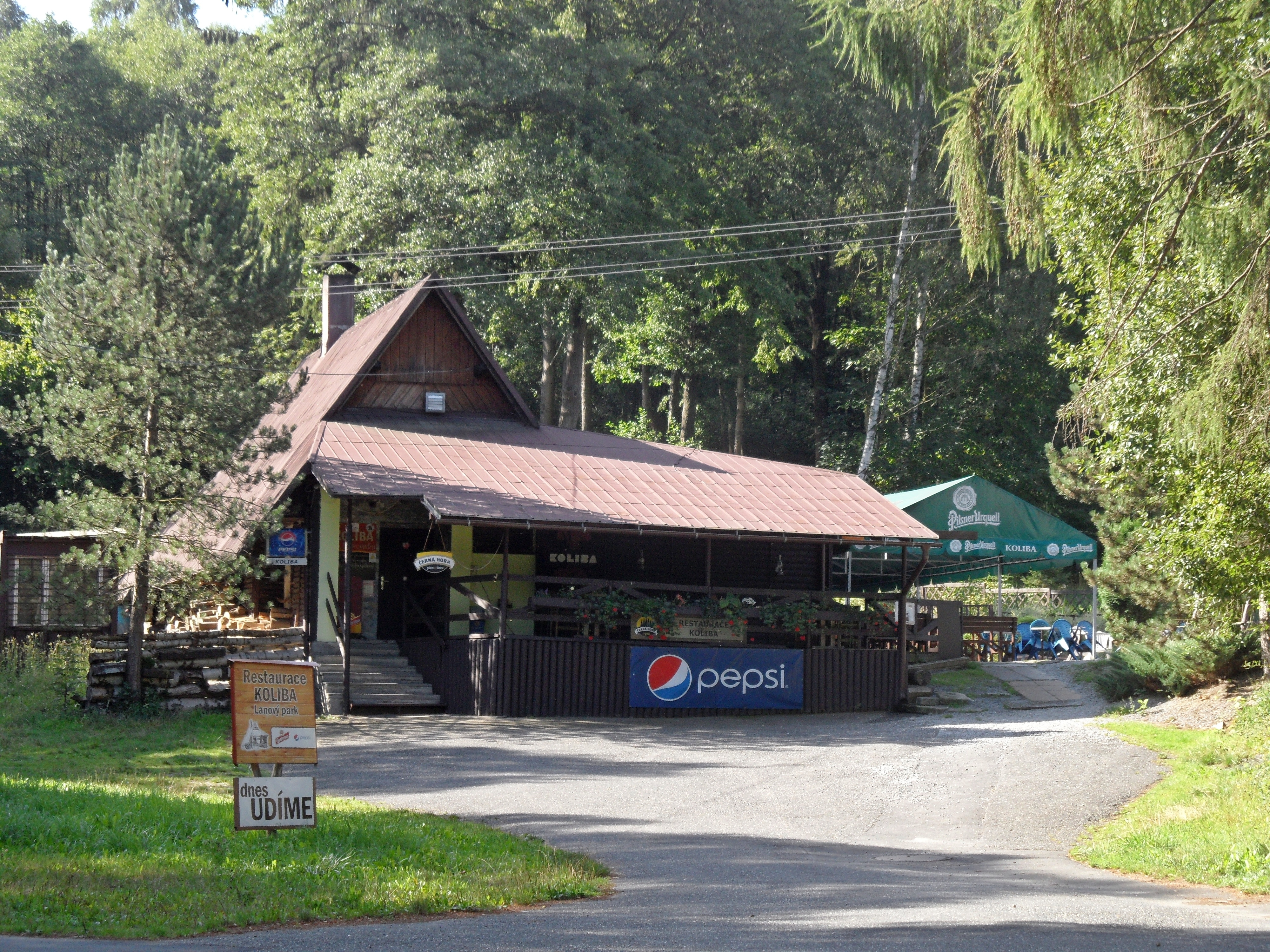
Občerstvení
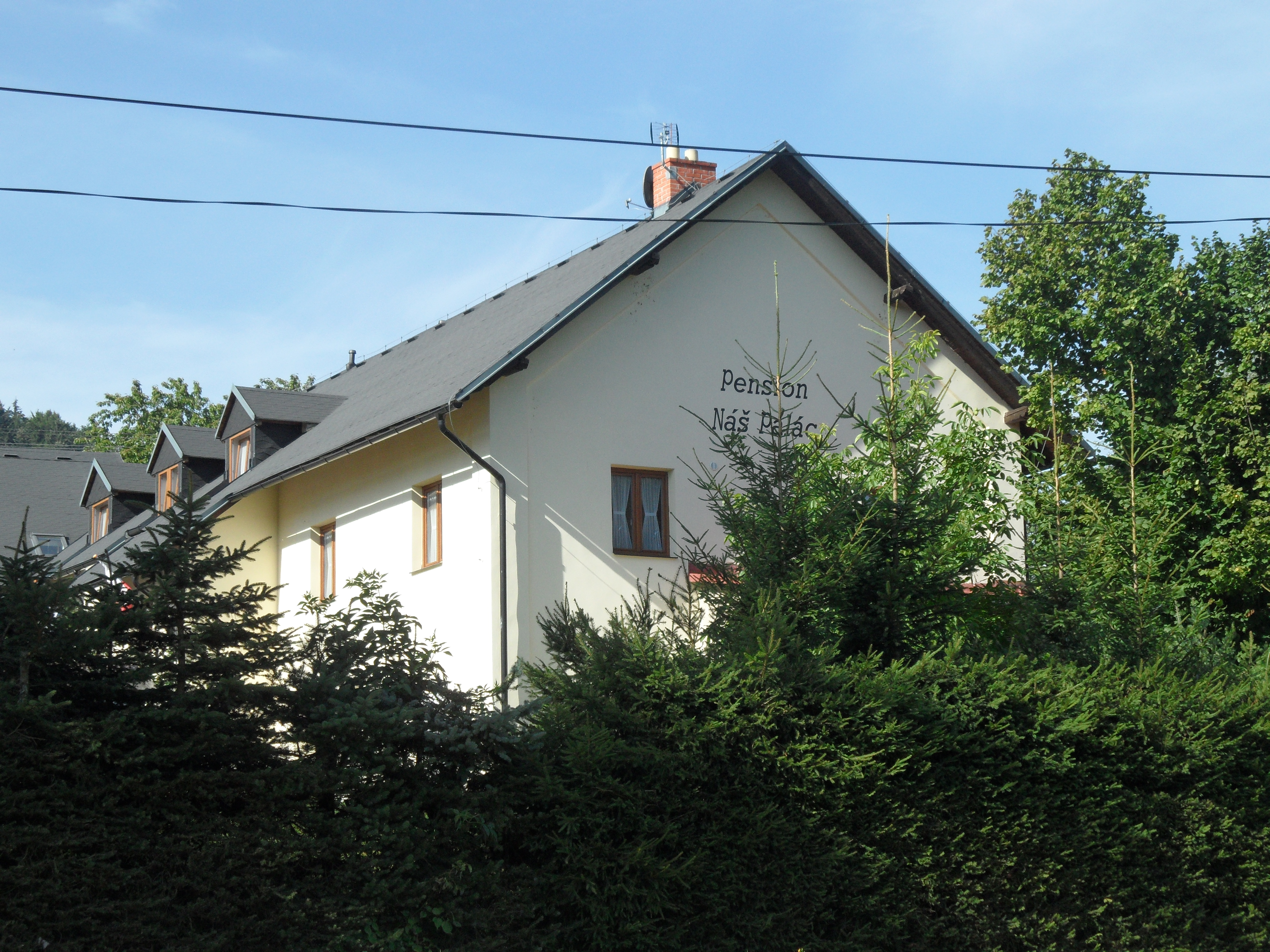
Pension
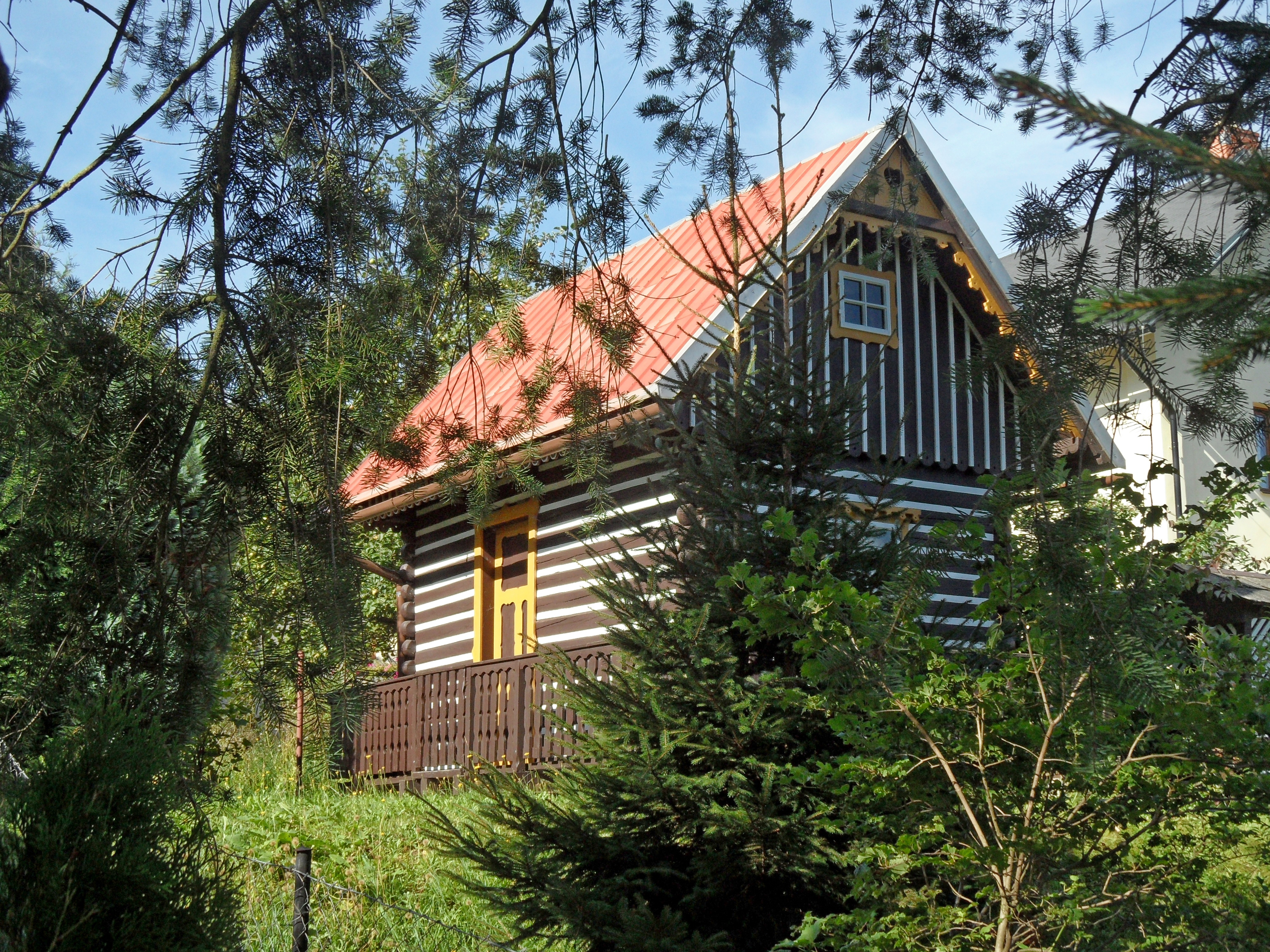
Chalupa
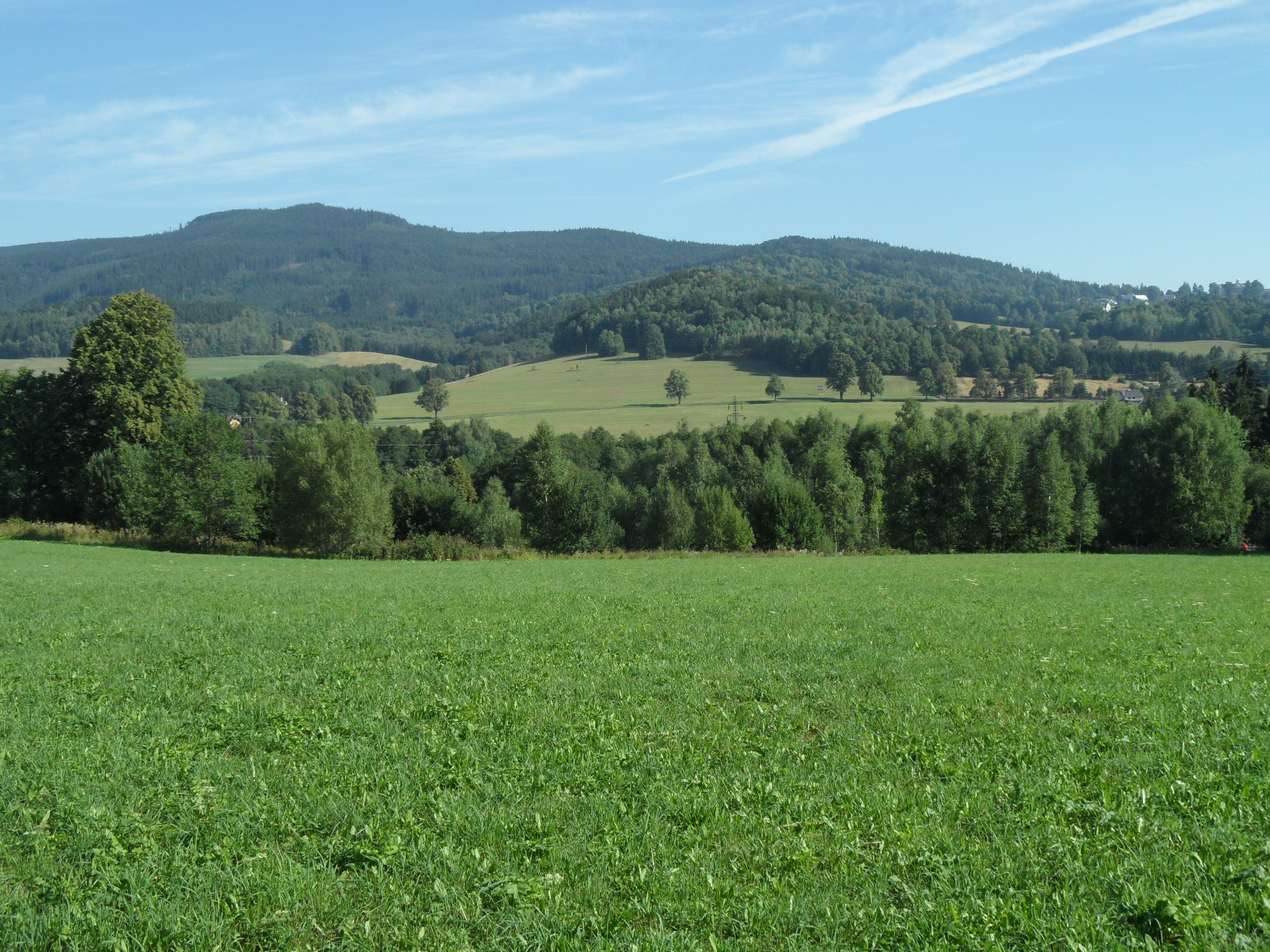
Výhled na hory
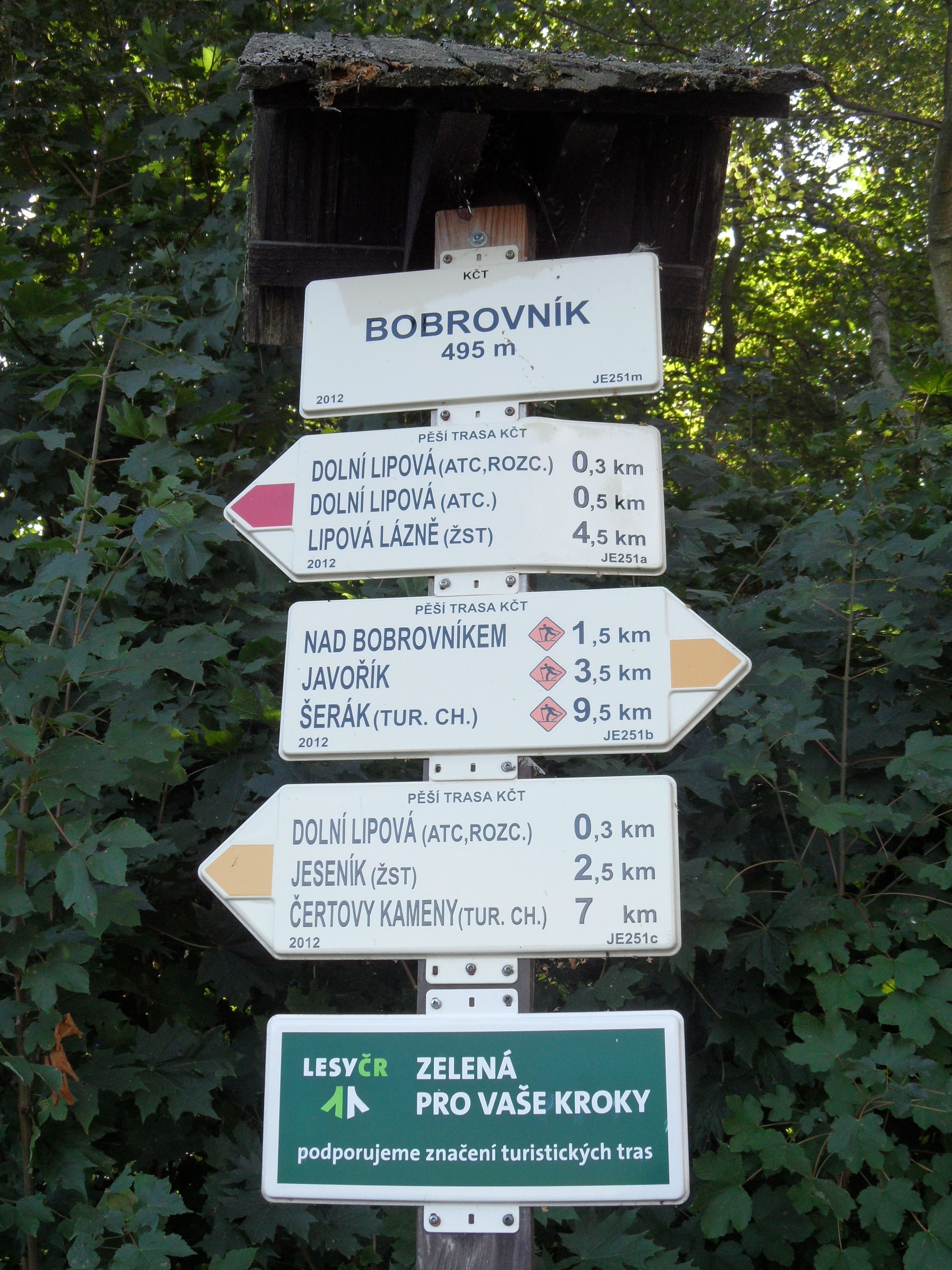
Rozcestník turistických cest